# 毕达哥拉斯树
毕达哥拉斯树（英語：Pythagoras tree）是一个以正方形为起点建立起的分形平面，1942年由荷兰数学教师阿尔伯特·E·博斯曼提出。由于其建立过程的第一步是在大正方形上方建立两个较小的正方形，三个正方形间是一个等腰直角三角形，故以发现勾股定理的古希腊数学家毕达哥拉斯命名。最大正方形的尺寸为L×L，那么整个毕达哥拉斯树会局限在6L×4L的空间中。毕达哥拉斯树的平滑曲线是莱维C形曲线。

## 建立

毕达哥拉斯树

| Construction of the Pythagoras tree, order 1 | Order 2 | Order 3 | Order 4 |
| 起点                                         | 第一级  | 第二级  | 第三级  |

毕达哥拉斯树的建立是从一个大正方形开始的，在该正方形的上方建立两个全等的较小正方形，三个正方形间呈现一个等腰直角三角形，故较小正方形的边长为大正方形边长的√2/2。对这两个较小的正方形重复这一过程，得到四个更小的正方形，如此继续下去。若设第一个大正方形的边长为1，在第n级时，会增加2n个小正方形，每个小正方的边长是 (√2/2)n, 故每一步增加的面积均为2n×(½√2)2n=1，从这一点来看，当n趋近于无穷时，毕达哥拉斯树的总面积也趋于无穷。但实际上的情况是，当n大于5时，所增加的小正方形会发生互相重叠，导致毕达哥拉斯树的面积是有限的，它局限在一个6×4 的盒子里，但具体值不易求出。

## 角度变化
| fourth-order tree, one overlap visible | tenth-order tree |
| 第四级                                 | 第十级           |

毕达哥拉斯树的一个变种是改变正方形之间的夹角，比如第一步时让两个较小的正方形和大正方形之间的夹角为60度，三个正方形之间的三角形成为等边三角形，这导致组成树的每一个正方形的边长都相等。这一变种到了第四步开始就会发生重叠，最后形成了全等的正方形组成的一个大六边形。

## 外在链接
- 毕达哥拉斯树图案
- 3D毕达哥拉斯树
- Matlab的建立毕达哥拉斯树的代码 （页面存档备份，存于）